# Draft NBA 2008
Il Draft NBA 2008 si è svolto il 26 giugno 2008 al Madison Square Garden di New York. Viene scelto anche l'italiano Danilo Gallinari col nº 6. È considerato tra i draft più ricchi di talento in tutta la storia NBA
Ecco i principali riconoscimenti ottenuti da alcuni dei tanti talenti del Draft:
- Derrick Rose, MVP della regular season nel 2010-2011 a 22 anni, il più giovane a ottenere tale riconoscimento;
- Russell Westbrook, miglior marcatore delle stagione 2014-2015 e stagione 2016-2017, autore di 42 triple doppie (record NBA assoluto) nella stagione 2016-2017 e MVP della stagione 2016-2017, Unico giocatore ad aver concluso tre stagioni con una tripla-doppia di media (consecutive);
- Kevin Love, miglior rimbalzista e MIP della stagione 2010-2011, vincitore della gara del tiro da 3 punti nel 2012;
- Eric Gordon, vincitore della gara del tiro da 3 punti nel 2017 e miglior sesto uomo nel 2017;
- Ryan Anderson, MIP della stagione 2011-2012;
- Serge Ibaka, miglior stoppatore delle stagioni 2011-2012 e 2012-2013;
- DeAndre Jordan, miglior rimbalzista delle stagioni 2013-2014 e 2014-2015;
- Goran Dragić, MIP della stagione 2013-2014

## Giocatori scelti al 1º giro
|   | Indica un giocatore che è stato selezionato per almeno un All-Star Game ed è inserito in un All-NBA Team |
|   | Indica un giocatore che è stato selezionato per almeno un All-Star Game                                  |
| * | Indica il giocatore che ha vinto il titolo di Rookie of the Year                                         |
| G | Indica un giocatore che ha vinto il titolo di NBA Most Valuable Player Award                             |
|   | Indica un giocatore che non ha mai giocato una partita in NBA                                            |

| Scelta | Giocatore               | Nazionalità          | Squadra NBA                                                | Scuola/ex squadra       |
| ------ | ----------------------- | -------------------- | ---------------------------------------------------------- | ----------------------- |
| 1      | Derrick Rose * (PG)     | Stati Uniti          | Chicago Bulls                                              | Memphis                 |
| 2      | Michael Beasley (PF/SF) | Stati Uniti          | Miami Heat                                                 | Kansas State            |
| 3      | O.J. Mayo (SG)          | Stati Uniti          | Minnesota Timberwolves (ceduto a Memphis)                  | Southern California     |
| 4      | Russell Westbrook (PG)  | Stati Uniti          | Seattle SuperSonics                                        | UCLA So.                |
| 5      | Kevin Love (PF/C)       | Stati Uniti          | Memphis Grizzlies (ceduto a Minnesota)                     | UCLA                    |
| 6      | Danilo Gallinari (SF)   | Italia               | New York Knicks                                            | Olimpia Milano (Italia) |
| 7      | Eric Gordon (SG)        | Stati Uniti          | Los Angeles Clippers                                       | Indiana                 |
| 8      | Joe Alexander (SF)      | Stati Uniti          | Milwaukee Bucks                                            | West Virginia Jr.       |
| 9      | D.J. Augustin (PG)      | Stati Uniti          | Charlotte Bobcats                                          | Texas So.               |
| 10     | Brook Lopez (C)         | Stati Uniti          | New Jersey Nets                                            | Stanford So.            |
| 11     | Jerryd Bayless (PG)     | Stati Uniti          | Indiana Pacers (ceduto a Portland)                         | Arizona                 |
| 12     | Jason Thompson (PF)     | Stati Uniti          | Sacramento Kings                                           | Rider Sr.               |
| 13     | Brandon Rush (SG/SF)    | Stati Uniti          | Portland Trail Blazers (ceduto a Indiana)                  | Kansas Jr.              |
| 14     | Anthony Randolph (PF)   | Stati Uniti          | Golden State Warriors                                      | Louisiana State         |
| 15     | Robin Lopez (PF/C)      | Stati Uniti          | Phoenix Suns (da Atlanta)                                  | Stanford So.            |
| 16     | Marreese Speights (PF)  | Stati Uniti          | Philadelphia 76ers                                         | Florida So.             |
| 17     | Roy Hibbert (C)         | Stati Uniti Giamaica | Toronto Raptors (ceduto a Indiana)                         | Georgetown Sr.          |
| 18     | JaVale McGee (C)        | Stati Uniti          | Washington Wizards                                         | UN Reno So.             |
| 19     | J.J. Hickson (PF)       | Stati Uniti          | Cleveland Cavaliers                                        | North Carolina State    |
| 20     | Alexis Ajinça (C)       | Francia              | Charlotte Bobcats (da Denver Nuggets)                      | Hyères-Toulon (Francia) |
| 21     | Ryan Anderson (SF/PF)   | Stati Uniti          | New Jersey Nets (da Dallas)                                | California So.          |
| 22     | Courtney Lee (SG)       | Stati Uniti          | Orlando Magic                                              | Western Kentucky Sr.    |
| 23     | Kosta Koufos (C)        | Stati Uniti Grecia   | Utah Jazz                                                  | Ohio State              |
| 24     | Serge Ibaka (PF)        | Rep. del Congo       | Seattle SuperSonics (da Phoenix)                           | L'Hospitalet (Spagna)   |
| 25     | Nicolas Batum (SG/SF)   | Francia              | Houston Rockets (ceduto a Portland)                        | Le Mans (Francia)       |
| 26     | George Hill (PG)        | Stati Uniti          | San Antonio Spurs                                          | IUPUI Jr.               |
| 27     | Darrell Arthur (PF)     | Stati Uniti          | Portland Trail Blazers (da New Orleans) (ceduto a Memphis) | Kansas So.              |
| 28     | Donté Greene (SF)       | Stati Uniti          | Memphis Grizzlies (da Los Angeles, ceduto a Houston)       | Syracuse                |
| 29     | D.J. White (PF)         | Stati Uniti          | Detroit Pistons (ceduto a Seattle)                         | Indiana Sr.             |
| 30     | J.R. Giddens (SG)       | Stati Uniti          | Boston Celtics                                             | New Mexico Sr.          |

## Giocatori scelti al 2º giro
| Scelta | Giocatore                  | Nazionalità | Squadra NBA                                             | Scuola/ex squadra              |
| ------ | -------------------------- | ----------- | ------------------------------------------------------- | ------------------------------ |
| 31     | Nikola Peković (C)         | Montenegro  | Minnesota Timberwolves                                  | Panathinaikos (Grecia)         |
| 32     | Walter Sharpe (PF)         | Stati Uniti | Seattle SuperSonics (ceduto a Detroit)                  | UAB Jr.                        |
| 33     | Joey Dorsey (PF/C)         | Stati Uniti | Portland Trail Blazers (da Memphis)                     | Memphis Sr.                    |
| 34     | Mario Chalmers (PG)        | Stati Uniti | Minnesota Timberwolves (ceduto a Miami)                 | Kansas Jr.                     |
| 35     | DeAndre Jordan (C)         | Stati Uniti | Los Angeles Clippers                                    | Texas A&M                      |
| 36     | Ömer Aşık (PF/C)           | Turchia     | Portland Trail Blazers (da New York) (ceduto a Chicago) | Fenerbahçe Ülker (Turchia)     |
| 37     | Luc Mbah a Moute (SF/PF)   | Camerun     | Milwaukee Bucks                                         | UCLA Jr.                       |
| 38     | Kyle Weaver (PG/SG)        | Stati Uniti | Charlotte Bobcats                                       | Washington State Sr.           |
| 39     | Sonny Weems (SG/SF)        | Stati Uniti | Chicago Bulls (ceduto a Denver)                         | Arkansas Sr.                   |
| 40     | Chris Douglas-Roberts (SG) | Stati Uniti | New Jersey Nets                                         | Memphis Jr.                    |
| 41     | Nathan Jawai (PF/C)        | Australia   | Indiana Pacers (ceduto a Toronto)                       | Cairns Taipans (Australia)     |
| 42     | Sean Singletary (PG)       | Stati Uniti | Sacramento Kings (da Atlanta)                           | Virginia Sr.                   |
| 43     | Patrick Ewing (PF)         | Stati Uniti | Sacramento Kings                                        | Georgetown Sr.                 |
| 44     | Ante Tomić (PF/C)          | Croazia     | Utah Jazz (da Philadelphia)                             | KK Zagreb (Croazia)            |
| 45     | Goran Dragić (PG)          | Slovenia    | San Antonio Spurs (ceduto a Phoenix)                    | Union Olimpija (Slovenia)      |
| 46     | Trent Plaisted (PF)        | Stati Uniti | Seattle SuperSonics (ceduto a Detroit)                  | Brigham Young Jr.              |
| 47     | Bill Walker (SF)           | Stati Uniti | Washington Wizards (ceduto a Boston)                    | Kansas State                   |
| 48     | Malik Hairston (SG)        | Stati Uniti | Phoenix Suns (ceduto a San Antonio)                     | Oregon Sr.                     |
| 49     | Richard Hendrix (PF)       | Stati Uniti | Golden State Warriors                                   | Alabama Jr.                    |
| 50     | DeVon Hardin (C)           | Stati Uniti | Seattle SuperSonics                                     | California Sr.                 |
| 51     | Shan Foster (SG)           | Stati Uniti | Dallas Mavericks                                        | Vanderbilt Sr.                 |
| 52     | Darnell Jackson (PF)       | Stati Uniti | Miami Heat (ceduto a Cleveland)                         | Kansas Sr.                     |
| 53     | Tadija Dragićević (PF)     | Serbia      | Utah Jazz                                               | Stella Rossa Belgrado (Serbia) |
| 54     | Maarty Leunen (PF)         | Stati Uniti | Houston Rockets                                         | Oregon Sr.                     |
| 55     | Mike Taylor (PG)           | Stati Uniti | Portland Trail Blazers (ceduto a Los Angeles Clippers)  | Idaho Stampede (D-League)      |
| 56     | Saša Kaun (C)              | Russia      | Seattle SuperSonics (ceduto a Cleveland)                | University of Kansas Sr.       |
| 57     | James Gist (PF)            | Stati Uniti | San Antonio Spurs                                       | Maryland Sr.                   |
| 58     | Joe Crawford (SG)          | Stati Uniti | Los Angeles Lakers                                      | Kentucky Sr.                   |
| 59     | Deron Washington (SG/SF)   | Stati Uniti | Detroit Pistons                                         | Virginia Tech Sr.              |
| 60     | Semih Erden (C)            | Turchia     | Boston Celtics                                          | Fenerbahçe Ülker (Turchia)     |

- Nota: PG = Playmaker; SG = Guardia; SF = Ala piccola; PF = Ala grande; C = Centro